# Metallapoderus concolor
Metallapoderus concolor es una especie de coleóptero de la familia Attelabidae.

## Distribución geográfica
Habita en Kenia, Tanzania y República Democrática del Congo.